# Distretto di Mawlamyine
Il distretto di Mawlamyine (in lingua birmana: မော်လမြိုင်ခရိုင်) è un distretto della Birmania, situato nello Stato Mon.

## Suddivisioni
Il distretto comprende le seguenti township:
- Mawlamyine Township
- Kyaikmaraw Township
- Chaungzon Township
- Thanbyuzayat Township
- Mudon Township
- Ye Township